# 上克普弗山
47°09′59″N 9°37′24″E / 47.16629°N 9.6233°E

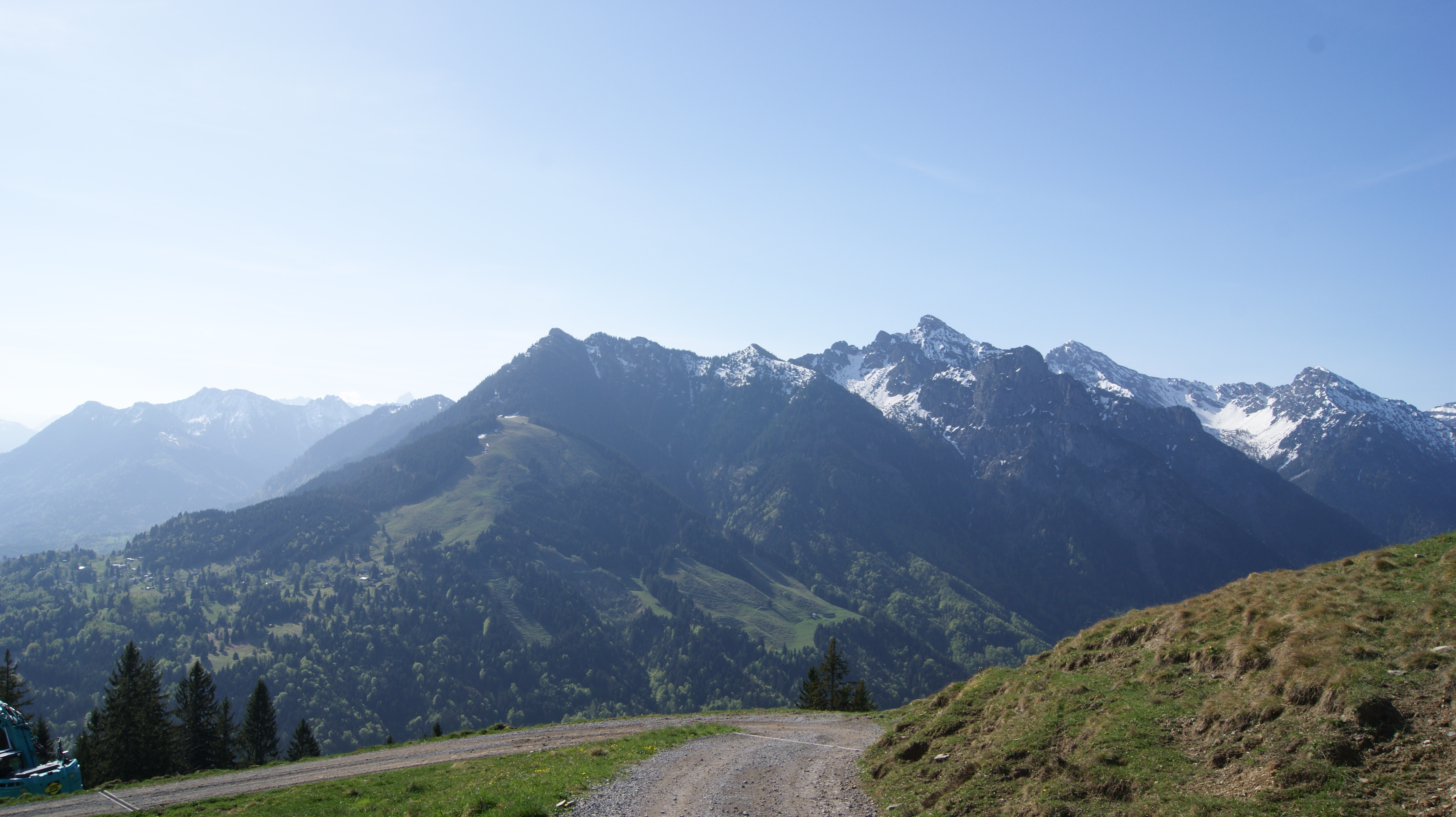

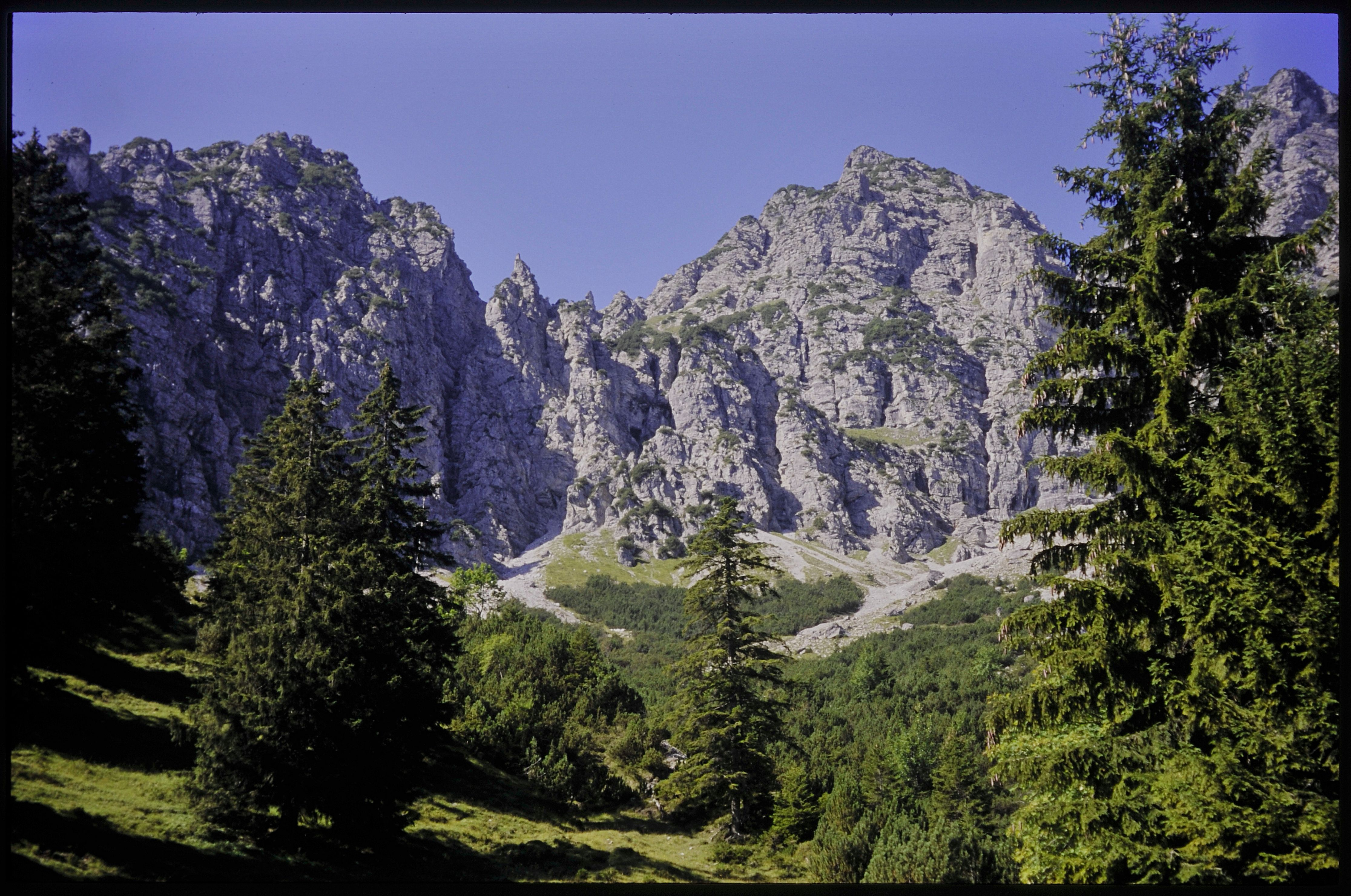

上克普弗山（德語：Hohe Köpfe），是奧地利的山峰，位於該國西部，由福拉爾貝格州負責管轄，屬於雷蒂孔山的一部分，距離加利納山1.2公里，海拔高度2,066米。